# Bandits de Tampa Bay (2022)
Ne doit pas être confondu avec Bandits de Tampa Bay (1983).
Stade
Maillots
Les Bandits de Tampa Bay  (en anglais : Tampa Bay Bandits) est une franchise professionnelle américaine de football américain basée dans la baie de Tampa en Floride qui a évolué dans la division Sud de l'United States Football League lors de sa saison inaugurale en 2022.
L'équipe a joué ses matchs à domicile au Protective Stadium (stade des Blazers de l'UAB en NCAA) et au Legion Field situés à Birmingham dans l'Alabama.
Les activités de la franchise ont été suspendues depuis la fin de la saison 2022 de l'USFL.

## Histoire
Le 22 novembre 2021, à l'occasion du show The Herd with Colin Cowherd (en) sur la Fox Sports 1, le présentateur annonce officiellement que les Bandits de Tampa Bay seront une des huit franchises à prendre part à la nouvelle compétition de l'USFL.
Le 6 janvier 2022, lors d'un même show, Todd Haley (en), ancien entraîneur principal des Chiefs de Kansas City, est désigné directeur général et entraîneur principal des Bandits par l'USFL.
Le 15 novembre 2022, l'USFL annonce que les Bandits ont décidé de ne pas participer à la saison 2023, les activités de la franchise étant provisoirement suspendues. L'USFL annonce également que l'encadrement et les joueurs de Tampa Bay sont transférés vers la nouvelle franchise des Showboats de Memphis.

## Palmarès
| Saison | Entraîneur      | Saison régulière | Saison régulière | Saison régulière | Saison régulière | Saison régulière | Saison régulière | Saison régulière | Saison régulière | Phase finale |
| ------ | --------------- | ---------------- | ---------------- | ---------------- | ---------------- | ---------------- | ---------------- | ---------------- | ---------------- | ------------ |
| Saison | Entraîneur      | Nb               | V                | D                | N                | %                | +                | -                | Classement       | Phase finale |
| 2022   | Todd Haley (en) | 10               | 4                | 6                | 0                | 40,0             | 162              | 195              | 3e division Nord | Non qualifié |

## Records de franchise
| Statistique               | Joueur              | Record          | Saison |
| ------------------------- | ------------------- | --------------- | ------ |
| Yards gagnés à la passe   | Jordan Ta'amu (en)  | 2 014 yards     | 2022   |
| Yards gagnés à la course  | Jordan Ta'amu       | 365 yards       | 2022   |
| Yards gagnés en réception | Derrick Dillon (en) | 386 yards       | 2022   |
| Bilan par entraîneur      | Todd Haley (en)     | 4/10 victoires  | 2022   |
| Nombre de sacks           | Travis Feeney (en)  | 4 ½ sacks       | 2022   |
| Nombre d'interceptions    | Anthony Butler      | 2 interceptions | 2022   |